# V8 (gruppo musicale)
I V8 furono un gruppo heavy metal argentino, formatosi a Buenos Aires nel 1979. Sono considerati il più importante gruppo metal argentino.

## Storia
Il gruppo nacque nel 1979 per iniziativa di due amici, Ricardo Iorio e Ricardo "Chofa" Moreno, che si erano conosciuti qualche mese prima in un cinema di Buenos Aires e avevano già condiviso un'esperienza come compagni in una band insieme a dei compagni di scuola, dove suonavano rispettivamente basso e chitarra. Dopo qualche mese passato a cercare membri adatti al progetto, i due conobbero tramite un annuncio il batterista Gerardo Osemberg e, dopo che Iorio scelse di occuparsi lui stesso del ruolo di cantante, il trio cominciò a lavorare ai primi pezzi propri, tra i quali vi erano "Voy a enloquecer", "Muy cansado estoy" e "Si puedes vencer al temor", che divennero poi alcuni tra i brani più famosi del gruppo. Cercando un nome per la formazione, dopo aver scartato alcuni monicker come "Hydra", "Bloke" e "RGR", i tre ripiegarono su V8, proposto da un amico comune, in riferimento all'omonimo tipo di motore, nome che secondo loro avrebbe espresso potenza e velocità. I mesi successivi furono impiegati nell'organizzazione di date per la band, atto che si rivelava particolarmente complesso specialmente a causa della mancanza di soldi e di strumentazione adatta; i V8 tennero il loro primo concerto nel giugno del 1980, condividendo il palco con alcune band dei quartieri vicini, riuscendo peraltro a colpire i presenti con uno stile di musica veloce, ruvido e dinamico, derivativo dal rock n' roll e dal nascente fenomeno dell'heavy metal, e da un'immagine insolita per quel periodo, fatta di capelli lunghi e giacche in pelle. La prima metà dell'anno seguente vide il trio impegnato nella composizione di nuove canzoni, con pochi concerti locali di cui uno a marzo e uno a ottobre, dopo il quale Osemberg fu allontanato dalla formazione che lo sostituì con Alejandro "Pesadilla" Colantonio, batterista che rivoluzionò l'immagine del gruppo (fu infatti uno dei primi batteristi argentini ad usare la doppia cassa).
Agli inizi del 1982 Iorio organizzò un concerto coinvolgendo un gran numero di gruppi locali; tra di essi vi erano i W.C., il cui cantante, Alberto Zamarbide, divenne in breve tempo amico del gruppo. Dopo un concerto ad aprile Zamarbide decise di abbandonare i W.C. entrando nei V8 come cantante, e permettendo così a Iorio di concentrarsi unicamente sul suo ruolo di bassista. Con questa nuova formazione la band si limitò ad alcune prove, prima che sorgessero nuovi problemi in seno alla formazione: dopo poco, infatti, Moreno fu costretto a lasciare il gruppo per alcuni problemi di salute (che lo portarono ad una morte prematura due anni più tardi); prima di andarsene presentò però ai suoi compagni Osvaldo Civile, abile chitarrista di un gruppo locale, i Te de Brujas, che avrebbe preso il suo posto. Poco tempo dopo l'abbandono di Moreno anche Pesadilla decise di andarsene a seguito di un pesante litigio con Iorio, trasferendosi in Spagna (dove si unirà, qualche tempo più tardi, alla famosa band rock Nu). Come suo sostituto sopraggiunse Gustavo Rowek, che aveva suonato con Zamarbide nei W.C.. Con questa nuova formazione il gruppo incise la sua prima demo, contenente versioni provvisorie di alcuni brani che verranno in seguito ri-registrati.
Nel settembre dello stesso anno, il gruppo riuscì a presenziare all'importante festival nazionale B.A. Rock grazie all'aiuto di "Pappo" Napolitano dei Riff, che li inserì nel bill; l'evento, prevalentemente frequentato da gruppi di hippie, fu particolarmente controverso per la storia dei V8 in quanto la formazione dovette far fronte ad una vera e propria rivolta del pubblico contro le provocazioni lanciate dal quartetto, che predicava una rivoluzione musicale e sociale attraverso la musica heavy metal. Questo avvenimento accrebbe comunque la fama del gruppo, che a fine anno condivise il palco con i Riff e Los Violadores in un concerto che ebbe una buona affluenza. Nella prima metà del 1983 la band, ottenuto un contratto con la Umbral Discos, si recò poi in studio per registrare quello che fu il suo primo album, Luchando por el metal, pubblicato a luglio e contenente alcuni pezzi tra i più famosi quali "Destruccion" e "Hienas de metal" (che vedeva tra l'altro la partecipazione eccezionale di Pappo alla chitarra). Seguirono alcune date, tra cui una serie di concerti ad ottobre in supporto degli spagnoli Barón Rojo.
A fine estate del 1984 fu registrato il secondo album dei V8, Un paso màs en la batalla, a cui seguirono una nuova serie di concerti e la partecipazione ad uno split dedicato all'underground argentino con alcuni dei gruppi che già avevano condiviso il palco con la band, tra cui Riff, Bloke e Thor. Nel gennaio del 1985 poi il gruppo si recò in Brasile per assistere al Rock in Rio; qui sorse l'ipotesi di rimanere nella nazione per cercare maggior successo che in Argentina, e la discussione in merito a ciò portò ad una spaccatura all'interno della band. Fu così che Civile e Rowek decisero di abbandonare la formazione per restare a Rio: il primo tornerà in Argentina un anno dopo, formando gli Horcas, mentre il secondo tornò quasi subito in patria. Nel frattempo Iorio e Zamarbide decisero di rimettere in piedi il gruppo con una nuova formazione: fu così che vennero ingaggiati i chitarristi Walter Giardino e Miguel Roldàn e il batterista Guillermo Venuto, che abbandonò quasi subito lasciando il posto a Gustavo "Turco" Andino (una conoscenza di Giardino). Questa formazione ebbe però vita assai breve e, dopo alcuni concerti, si sfaldò, con Giardino che decise di andarsene a causa di incomprensioni in merito al genere con Iorio, formando poi i Rata Blanca, e Andino che fu allontanato: mentre Giardino non fu sostituito, lasciando il solo Roldàn alla chitarra, fu chiesto a Rowek di rientrare nella formazione, ma quando l'ex batterista rifiutò per unirsi ai Rata Blanca un sostituto fu trovato nella figura del giovane Adrian Cenci, al tempo solo diciassettenne.
Tra la fine del 1985 e l'inizio del 1986 il gruppo iniziò a lavorare al suo terzo album; in questo periodo Zamarbide e Roldàn si avvicinarono alla religione cristiana. Questo fu un fattore destabilizzante per la band, che si manifestò quando Zamarbide entrò in scontro con Iorio per aver cambiato alcuni testi scritti dal bassista per renderli più in continuità con le sue idee. Nell'ottobre del 1986 fu quindi pubblicato El fin de los inicuos, disco più maturo e complesso dei primi due con numerosi riferimenti alla Bibbia nei testi, che vedeva inoltre la partecipazione del violinista Alejandro Sganga. I mesi seguenti videro però il gruppo accrescere le proprie divergenze al suo interno, con Iorio sempre più distante dagli ideali religiosi degli altri componenti e scontento delle ultime produzioni. Alla fine del 1987, dopo una discussione con Zamarbide in merito alla preparazione di un concerto in Colombia, il bassista decise di lasciare definitivamente la band, che rimasta senza il suo principale compositore si sciolse di riflesso: i tre membri superstiti si riunirono nel gruppo heavy metal cristiano Logos, mentre Iorio fondò a sua volta gli Hermetica con i quali suonò fino al 1994 prima di dare vita agli Almafuerte, con i quali ancora oggi suona.

## Reunion
Nel 1996 Zamarbide, Civile, Roldán (come bassista) e Rowek decisero di riformare la band, esibendosi in un concerto. La reunion però non ebbe successo e la band si sciolse di lì a poco. Il concerto fu pubblicato poi in un live album nello stesso anno.

## Formazione

### Ultima
- Alberto Zamarbide - voce
- Miguel Roldán - chitarra
- Ricardo Iorio - basso
- Adrián Cenci - batteria

### Altri membri
- Ricardo Moreno - chitarra (deceduto)
- Gerardo Osemberg - batteria
- Alejandro "Pesadilla" Colantonio - batteria
- Osvaldo Civile - chitarra (deceduto)
- Gustavo Rowek - batteria
- Walter Giardino - chitarra
- Gustavo Andino - batteria

## Discografia
- 1983 - Luchando por el metal
- 1984 - Un paso más en la batalla
- 1986 - El fin de los inicuos

### Compilation
- 1991 - No Se Rindan
- 2001 - Antologia V8